# Jeanne de Ferrette
Jeanne de Ferrette (en allemand : Johanna von Pfirt), née vers 1300 à Bâle et morte le 15 novembre 1351 à Vienne, est duchesse consort d'Autriche par son mariage avec Albert II de Habsbourg. 

## Biographie
Issue de la maison de Scarpone, Jeanne est la fille aînée d'Ulrich III, comte de Ferrette, et de son épouse Jeanne de Montbéliard, fille du comte Renaud de Bourgogne et de Guillemette de Neuchâtel. À la mort de son père en mars 1324, sans issue mâle, le comté de Ferrette en Haute-Alsace (ancien comté de Sundgau) s'étendant des Vosges et de la trouée de Belfort jusqu'au pied nord du massif du Jura s'est retrouvé sans souverain. Le duc Léopold Ier d'Autriche, fils du roi Albert Ier († 1308) et en ce temps chef de famille des Habsbourg régnant sur les domaines de l'Autriche antérieure au Rhin Supérieur, n'hésite pas longtemps : il envoya son frère cadet Albert II à Ferrette, pour se présenter à la veuve Jeanne de Montbéliard et demander la main de sa fille. 

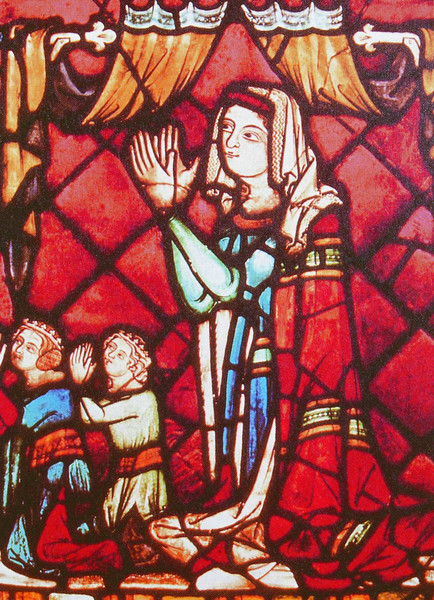
Jeanne de Ferrette, vitrail à l'abbaye de Saint-Florian (XIVe siècle).

Jeanne de Ferrette et Albert II de Habsbourg, fils cadet du roi Albert Ier et d'Élisabeth de Tyrol, scellent leur contrat de mariage à Thann et se marient le 17 mars 1324 à Vienne. Leur mariage a été assombri par une paralysie (polyarthrite) qui atteint Albert peu après. Ce n'est qu'après un pèlerinage à Cologne et à Aix-la-Chapelle en 1337 que le couple est capable d'avoir des enfants :
- Rodolphe IV (1339-1365), duc d'Autriche
- Catherine (1342-1381), clarisse à Vienne
- Marguerite (1346-1366), épouse (1) Meinhard III de Bavière (2) Jean-Henri de Moravie
- Frédéric III (1347-1362), duc d'Autriche
- Albert III (1349-1395), duc d'Autriche, fondateur de la lignée Albertine ou de Basse Autriche, règne sur l'Autriche à partir de 1380
- Léopold III (1351-1386), duc d'Autriche.

Jeanne de Ferrette est l'ancêtre des rois et empereurs en lien avec les Habsbourg. Cette famille reste à la tête du comté de Ferrette jusqu'en 1648, date du traité de Westphalie et fin de la guerre de Trente ans. Depuis 1330, Albert II et son frère cadet Othon gouvernent les pays d'Autriche et de Styrie ainsi que sur les alleux de la famille en Souabe. En 1335, après la mort d'Henri de Goritz, ils ont également acquis le duché de Carinthie avec la marche de Carniole et la marche windique. La duchesse Jeanne était une femme prudente et rationnelle ; elle les aiderait beaucoup. En 1336, elle a joué un rôle important dans la médiation du conflit avec la dynastie rivale des Luxembourg. Finalement, en 1347, Albert et ses fils reçoivent en fief les territoires héréditaires des Habsbourg des mains du roi Charles IV.
Jeanne est décédée à l'âge de 51 ans lors de l'accouchement peu après la naissance de son fils Léopold III. Elle fut enterrée dans la chartreuse de Gaming en Autriche, fondée par son mari en 1330.

## Iconographie
- Vitraux de l'abbaye de Koenigsfelden : Jeanne de Ferrette et les ducs Henri, Otto et Léopold en adoration perpétuelle, vers 1325-1330.
- Antependium de l'église de la Chartreuse de Gaming : Jeanne de Ferrette et Albert II de Habsbourg, en bas à gauche et à droite, 1342.
- Vitraux de l'abbaye de Saint-Florian : Albert II agenouillé avec ses fils Rodolphe et Frédéric et Jeanne avec Catherine et Marguerite, 1347.
- Cathédrale Saint-Étienne de Vienne : Statue de Jeanne de Ferrette et d'Albert II.

### liens internes
- Chartreuse de Gaming